# David Price (Boxer)
David Price (* 6. Juli 1983 in Liverpool) ist ein englischer Profiboxer im Schwergewicht.
Als Amateur gewann er eine Bronzemedaille im Superschwergewicht bei den Olympischen Spielen 2008.

## Amateurkarriere
David Price begann im Alter von 11 Jahren mit dem Boxen und übte den Sport ab seinem 14. Lebensjahr regelmäßig aus. Er trainierte im Salisbury ABC und bestritt im Laufe seiner Amateurlaufbahn rund 90 Kämpfe.
2003 wurde er im Alter von 19 Jahren der bis dahin jüngste Englische Meister im Superschwergewicht und gewann auch die Englischen Meisterschaften der Jahre 2005 und 2007.
Darüber hinaus gewann er die Commonwealth-Meisterschaften 2003 und 2007, die Commonwealth Games 2006, sowie die EU-Meisterschaften 2008.
Bei den Europameisterschaften 2004 schied er im Viertelfinale gegen Roberto Cammarelle und bei den Weltmeisterschaften 2005 in der Vorrunde gegen Robert Helenius aus. Bei den Weltmeisterschaften 2007 erreichte er gegen Marko Tomasović, Mohamed Samoudi und Primislav Dimovski das Viertelfinale, wo er aufgrund einer Verletzung kampflos gegen Roberto Cammarelle ausschied.
Beim ersten europäischen Olympiaqualifikationsturnier im Februar 2008 in Pescara besiegte er Nelson Hysa und Krzysztof Głowacki, ehe er im Halbfinale gegen David Arshba unterlag. Er startete daraufhin noch beim zweiten europäischen Olympiaqualifikationsturnier im April 2008 in Athen, wo er durch Siege gegen Magomed Abdusalamow, Alen Beganović und Cristian Ciocan ins Finale einzog und sich damit für die Olympischen Spiele 2008 in Peking qualifizierte. Zum Finalkampf gegen Jaroslavas Jakšto war er nicht mehr angetreten. Bei den Olympischen Spielen besiegte er im Achtelfinale den Europameister Islam Timursijew und im Viertelfinale auch Jaroslavas Jakšto jeweils vorzeitig und zog damit ins Halbfinale ein, wo er gegen Roberto Cammarelle selbst vorzeitig unterlag und daher mit einer Bronzemedaille ausschied.

### Auswahl internationaler Turnierergebnisse
- Februar 2007: 2. Platz beim Strandjata Tournament in Bulgarien[16]
- Februar 2006: 3. Platz beim Strandjata Tournament in Bulgarien[17]
- Oktober 2004: 2. Platz beim Tammer-Turnier in Finnland[18]
- Oktober 2003: 3. Platz beim Tammer-Turnier in Finnland[19]
- November 2002: 3. Platz Copenhagen Cup in Dänemark[20]

## Profikarriere
David Price unterzeichnete im Januar 2009 einen Profivertrag mit dem britischen Promoter Hayemaker Promotions von David Haye. Er war damit der letzte britische Boxer der Olympischen Spiele 2008, welcher in das Profilager wechselte. Nachdem er sein Debüt am 28. März 2009 gewonnen hatte, unterzeichnete er im September 2009 beim britischen Promoter Frank Maloney.
Price gewann bis 2012 jeden seiner 15 Kämpfe, davon 13 vorzeitig. Tom Dallas (Bilanz: 15-0), den er bereits als Amateur im Finale der Englischen Meisterschaft 2007 besiegt hatte, schlug er im Juni 2011 durch TKO in der zweiten Runde. Im Januar 2012 besiegte er John McDermott (26-7) durch KO in der ersten Runde und wurde dadurch Englischer Meister. Im Mai 2012 gewann er durch KO in der vierten Runde gegen Sam Sexton (15-2) und wurde dadurch noch Britischer Meister und Commonwealth-Meister.
Beide Titel verteidigte er im Oktober 2012 durch TKO in der ersten Runde gegen Audley Harrison (28-5) und im November 2012 durch KO in der zweiten Runde gegen Matt Skelton (28-6). Seine überragenden Siege gegen die beiden EBU-Europameister machten Price zu einem der bekanntesten Newcomer im Schwergewicht. So wählte ihn beispielsweise der TV-Sender ESPN im Dezember 2012 zum Prospect of the Year.
Am 23. Februar 2013 verlor Price überraschend durch TKO in der zweiten Runde gegen den bereits 41-jährigen Tony Thompson (36-3), als er durch einen rechten Seitwärtshaken zum Kopf zu Boden ging und anschließend unter Gleichgewichtsproblemen litt, weshalb er vom Ringrichter Steve Gray aus dem Kampf genommen werden musste. Kritiker hatten zuvor bereits geäußert, dass Price Schwierigkeiten mit schlagstarken Gegnern und seinen eigenen Nehmerfähigkeiten hätte, was sich bereits in seiner Amateurzeit gezeigt haben soll. Durch die Niederlage gegen Thompson wurden anstehende Kämpfe gegen Dereck Chisora und Tyson Fury vorerst verschoben.
Am 6. Juli 2013 kam es zum Rückkampf zwischen Price und Thompson. Price hatte sich unter anderem mit Lennox Lewis auf den Kampf vorbereitet und konnte in der zweiten Runde auch einen Niederschlag erzielen, schien sich jedoch in den Runden drei und vier verausgabt zu haben, ehe er selbst von Thompson in der fünften Runde durch mehrere schwere Treffer in die Ringseile getrieben wurde und dort stehend vom Ringrichter Marcus McDonnell angezählt und aus dem Kampf genommen werden musste. Nach dem Kampf nahm sich Price eine Auszeit von über sechs Monaten und trennte sich auch von seinem Trainer Franny Smith, welcher ihn seit dem Beginn seiner Profikarriere begleitet hatte. Im November 2013 wechselte Price auch den Promoter und unterschrieb beim deutschen Boxstall Sauerland Event.
Price gewann ab Januar 2014 vier Aufbaukämpfe in Deutschland und Dänemark, darunter einen durch KO in der dritten Runde gegen Ondřej Pála (33-4), war gegen diesen jedoch in der ersten Runde am Boden.
Am 17. Juli 2015 verlor Price in Ludwigsburg beim Kampf um die EBU-Europameisterschaft durch KO in der zweiten Runde gegen Erkan Teper (14-0). Obwohl Teper nach dem Kampf positiv auf Doping getestet und vom BDB und der EBU gesperrt worden war, blieb das Kampfergebnis bestehen. Teper wurde der Titel jedoch aberkannt. Price wurde erneut bezüglich seiner Nehmerfähigkeiten kritisiert, einige Beobachter unterstellten dem Briten sogar ein Glaskinn.
Nach zwei gewonnenen Aufbaukämpfen im Jahr 2016, boxte Price am 4. Februar 2017 gegen Cristian Hammer (20-4) um die WBO-Europameisterschaft und verlor durch TKO in der siebenten Runde. Price hatte einen Niederschlag in der fünften Runde erzielt, schien jedoch anschließend wieder konditionell einzubrechen und musste aufgrund seiner Verteidigungsunfähigkeit und Gleichgewichtsproblemen vom Ringrichter Phil Edwards aus dem Kampf genommen werden. Hammer war bei der europäischen Olympiaqualifikation 2008 unter seinem Geburtsnamen Cristian Ciocan noch von Price besiegt worden.
Price, welcher inzwischen zum britischen Promoter Matchroom Sport gewechselt war, verlor am 31. März 2018 durch TKO in der fünften Runde gegen Alexander Powetkin (33-1) beim Kampf um die Titel WBA-Intercontinental und WBO-International. Powetkin wurde in der dritten Runde angezählt, Price erlitt noch in derselben Runde einen Niederschlag. In der fünften Runde ging Price durch einen linken Haken schwer zu Boden, worauf der Ringrichter Howard Foster den Kampf ohne Anzählen beendete.
In seinem nächsten Kampf am 22. September 2018, verlor er zudem durch TKO in der vierten Runde gegen Sergei Kusmin (12-0). Price war erneut konditionell eingebrochen und schien seinem Gegner verteidigungslos ausgeliefert, weshalb die Ring-Ecke von Price den Kampf nach der vierten Runde aufgab.
Im März 2019 boxte er gegen Kash Ali (15-0) und wurde zum Sieger durch Disqualifikation erklärt, nachdem der Kampf aufgrund einer Beiß-Attacke von Ali in der fünften Runde abgebrochen worden war. Ali war schon zuvor wegen Schlagens auf den Hinterkopf mit Punktabzug bestraft worden. Im Juli 2019 besiegte er dann David Allen (17-4), welcher drei Monate zuvor Lucas Browne ausgeknockt hatte, durch TKO in der zehnten Runde und gewann damit den WBA-Continental-Titel.
Am 26. Oktober 2019 verlor Price durch TKO in der vierten Runde, nach einem Niederschlag und Handtuchwurf seiner Ring-Ecke, gegen Dereck Chisora (31-9).